# Соли, Арман
Арман Соли (фр. Armand Solie, 28 апреля 1944, Гент, Бельгия) — бельгийский хоккеист (хоккей на траве), нападающий.

## Биография
Арман Соли родился 28 апреля 1944 года в бельгийском городе Гент.
Играл в хоккей на траве за «Рояль Леопольд» из Брюсселя.
В 1968 году вошёл в состав сборной Бельгии по хоккею на траве на Олимпийских играх в Мехико, занявшей 9-е место. Играл на позиции нападающего, провёл 8 матчей, забил 3 мяча (по одному в ворота сборных ГДР, Индии и Франции).
В 1972 году вошёл в состав сборной Бельгии по хоккею на траве на Олимпийских играх в Мюнхене, занявшей 10-е место. Играл на позиции нападающего, провёл 8 матчей, мячей не забивал.
В 1976 году вошёл в состав сборной Бельгии по хоккею на траве на Олимпийских играх в Монреале, занявшей 9-е место. Играл на позиции нападающего, провёл 6 матчей, мячей не забивал.